# Aphengium
Aphengium – rodzaj chrząszczy z rodziny poświętnikowatych i podrodziny Scarabaeinae. Obejmuje cztery opisane gatunki.

## Morfologia
Chrząszcze o ciele długości od 6 do 10 mm, w zarysie owalnym do podługowato-owalnego, matowym do jedwabiście połyskującego, ubarwionym czarno lub rudobrązowo, z wierzchu pokrytym dołkowatym punktowaniem i gęsto rozmieszczonymi szczecinkami.
Głowa ma w widoku grzbietowym przecinkowate oczy rozstawione na co najmniej dwunastokrotność swoich szerokości. Szwy nadustkowo-policzkowe są wyraźne, a listewka czołowo-nadustkowa słabo zaznaczona. Nadustek ma powierzchnię sklepioną pośrodku, a krawędź przednią z dwoma rozdzielonymi wykrojeniem zębami, u samicy ostrzejszymi i bardziej trójkątnymi niż u samca. Wzdłuż silnie zakrzywionych krawędzi policzków biegnie rowek.
Wysklepione przedplecze ma gęste owłosienie, punkty większe i gęstsze po bokach i w tyle, a wciski boczne zaopatrzone w mały, zaokrąglony guzek. Przednie kąty przedplecza są u samic ostrzejsze niż u samców. Gęsto i długo owłosione pokrywy mają lekko zakrzywione boczne krawędzie,  wąskie rzędy o niemal stykających się listewkach krawędziowych oraz płaskie, mikroziarenkowane i dołkowato punktowane międzyrzędy. Listewka oddzielająca pseudoepipleury od epipleurów widoczna jest na całej długości. Podgięcia przedplecza są na przedzie głęboko wydrążone. Odnóża przedniej pary cechują się brakiem przedniego dołka krętarzowo-udowego na udzie, płaską, prawie trójkątną, golenią na krawędzi zewnętrznej zaopatrzoną w trzy zęby, ale pozbawioną ząbków między nasadowym z nich a podstawą, o prostym kącie szczytowo-wewnętrznym i o ostrodze wierzchołkowej stożkowatej u samicy, a szpatułkowatej u samca.
Odwłok posiada niemal poziome pygidium z zaokrąglonym wierzchołkiem. Genitalia samca cechują się symetrycznymi i niezmodyfikowanymi, pozbawionymi szczecinek paramerami. Edeagus ma w endofallusie sigmoidalny skleryt peryferyjny prawy górny oraz nieregularnie ukształtowany skleryt peryferyjny frontolateralny.

## Ekologia i występowanie
Owady te zasiedlają lasy deszczowe formacji Mata Atlântica, głównie te położone nisko, na wybrzeżu oceanicznym.
Rodzaj neotropikalny, znany z brazylijskich stanów Alagoas, Bahia, Espírito Santo, Rio de Janeiro i São Paulo oraz z Urugwaju. Zasięg rodzaju jest silnie porozrywany. Brak go między rzeką São Francisco i zatoką Todos os Santos, między ujściami rzek Pardo i Mucuri oraz między rzeką Paraíba do Sul a zatoką Guanabara.

## Taksonomia
Takson ten wprowadzony został w 1868 roku przez Edgara von Harolda na łamach „Berliner entomologische Zeitschrift” jako monotypowy, z A. sordidum jako jedynym gatunkiem. W 2015 roku rodzaj zrewidowany został przez Fernanda A.B. Silvę i Fernanda Z. Vaz-de-Mello.
Do rodzaju tego zalicza się cztery opisane gatunki:
- Aphengium cupreum Shipp, 1897
- Aphengium curtum Silva & Vaz-de-Mello, 2015
- Aphengium ibateguara Silva & Vaz-de-Mello, 2015
- Aphengium sordidum Harold, 1868